# Lý Bân (chính khách)
Lý Bân (sinh tháng 10 năm 1954) là chính khách nước Cộng hòa Nhân dân Trung Hoa. Bà hiện là Phó Chủ tịch Chính hiệp toàn quốc khóa XIII. Bà từng giữ chức Chủ nhiệm Ủy ban Kế hoạch hóa gia đình và y tế quốc gia và Tỉnh trưởng Chính phủ Nhân dân tỉnh An Huy.

## Tiểu sử
Lý Bân sinh tháng 10 năm 1954, người thành phố Phủ Thuận, tỉnh Liêu Ninh. Năm 1971 đến năm 1974, bà học tại Trường Sư phạm Thông Du, Trường Sư phạm Trường Xuân tỉnh Cát Lâm.
Tháng 7 năm 1974, bà trở thành giáo viên Học viện Giáo dục thành phố Trường Xuân. Từ tháng 3 năm 1978, bà học chuyên ngành kinh tế chính trị khoa kinh tế tại Đại học Cát Lâm. Tháng 6 năm 1981, bà gia nhập Đảng Cộng sản Trung Quốc. Tháng 1 năm 1982, sau khi tốt nghiệp, bà về công tác tại Ban Tuyên truyền Thành ủy Trường Xuân. Tháng 4 năm 1987, bà được bổ nhiệm giữ chức Phó Trưởng Ban Tuyên truyền Thành ủy Trường Xuân.
Tháng 2 năm 1990, bà được bổ nhiệm làm Phó Viện trưởng Viện Khoa học xã hội tỉnh Cát Lâm. Tháng 3 năm 1994, bà được bổ nhiệm giữ chức Phó Chủ nhiệm Ủy ban Kế hoạch tỉnh Cát Lâm. Tháng 10 năm 1998, bà được bổ nhiệm làm Chủ nhiệm Ủy ban Cải cách thể chế kinh tế tỉnh Cát Lâm. Tháng 12 năm 2000, bà được bổ nhiệm giữ chức vụ Trợ lý Tỉnh trưởng tỉnh Cát Lâm. Từ tháng 9 năm 2001, bà đảm nhiệm vị trí Phó Tỉnh trưởng tỉnh Cát Lâm rồi Ủy viên Ban Thường vụ Tỉnh ủy Cát Lâm, Phó Tỉnh trưởng tỉnh Cát Lâm. Tháng 7 năm 2007, bà được bổ nhiệm làm Phó Chủ nhiệm Ủy ban Dân số và kế hoạch hóa gia đình quốc gia. Tháng 3 năm 2008, bà trở thành Chủ nhiệm Ủy ban Dân số và kế hoạch hóa gia đình quốc gia.
Tháng 12 năm 2011, bà được bổ nhiệm làm Phó Bí thư Tỉnh ủy, Phó Tỉnh trưởng, quyền Tỉnh trưởng tỉnh An Huy. Tháng 2 năm 2012, bà chính thức được bầu giữ chức vụ Tỉnh trưởng tỉnh An Huy.
Tháng 3 năm 2013, Trung Quốc cải cách cơ cấu chính phủ, Bộ Y tế cùng Ủy ban Dân số và kế hoạch hóa gia đình quốc gia sáp nhập thành Ủy ban Kế hoạch hóa gia đình và y tế quốc gia. Lý Bân được bổ nhiệm làm Chủ nhiệm Ủy ban Kế hoạch hóa gia đình và y tế quốc gia.
Ngày 14 tháng 3 năm 2018, bà được bầu làm Phó Chủ tịch Chính hiệp toàn quốc khóa XIII nhiệm kỳ 2018-2023.
Bà là Ủy viên Ban Chấp hành Trung ương Đảng Cộng sản Trung Quốc khóa XVII, XVIII, XIX. Bà cũng là đại biểu Quốc hội khóa XI (2008-2013).